# Leiocephalus eremitus
La lucertola della Navassa (Leiocephalus eremitus (Cope, 1868)) è una lucertola estinta appartenente alla famiglia Leiocephalidae. Essa è conosciuta solo grazie ad un unico esemplare femminile che fu descritto nel 1868. Un secondo individuo della specie fu ritrovato da Rollo Beck nel 1917 e fu identificato come un Leiocephalus melanochlorus da Richard Thomas nel 1966.

## Distribuzione e habitat
Vive nelle pianure dell'isola di Navassa